# Riitta Nelimarkka
 (décembre 2017).
Si vous disposez d'ouvrages ou d'articles de référence ou si vous connaissez des sites web de qualité traitant du thème abordé ici, merci de compléter l'article en donnant les références utiles à sa vérifiabilité et en les liant à la section « Notes et références ».
Riitta Leena Nelimarkka (de son nom civil Nelimarkka-Seeck) est une artiste finlandaise née le 6 juillet 1948 à Helsinki. Artiste graphique, écrivaine et réalisatrice de films d’animation, elle a reçu le titre de « professori » en 2008.
Riitta Nelimarkka est la petite-fille de l’artiste Eero Nelimarkka et la fille du fondateur de Neles Oy, l’ingénieur Antti Nelimarkka. Elle est mariée avec Jaakko Seeck et ils ont trois fils ainsi que quatre petits-enfants. L’écrivain auteur de romans policiers Max Seeck est le benjamin des fils de Riitta Nelimarkka.
La production artistique de Riitta Nelimarkka comprend de vastes séries d'œuvres et d'expositions, de l’art graphique, de l’animation, de la vidéo, de la peinture, des livres d'art et de poésie, de la photographie ainsi que de l’art textile. Depuis 1973, elle a exposé dans des dizaines de musées et de galeries privées en Finlande et à l'étranger. Elle a occupé d’importantes responsabilités dans le domaine artistique et culturel, entre autres à la Commission de production de la Fondation pour le cinéma finlandais, au département finlandais d’Europa Nostra et à la direction du Comité national pour l’art cinématographique et le design. Elle est aussi présidente de la Fondation Nelimarkka depuis 1987.

## Formation

### Études
Pendant les années 1967 et 1968, Riitta Nelimarkka a fréquenté l’École d’art libre et les cours du soir du Musée d'Art Ateneum. Elle a étudié la musique et la pédagogie à l’université d'Helsinki et a obtenu son diplôme de professeur d’arts visuels à l’École supérieure des arts décoratifs d'Helsinki en 1972. Durant les années 1970 et 1971, elle a également étudié l’animation, la photographie et la sculpture à la Konstfackskola de Stockholm. Elle a aussi étudié la peinture à Paris en 1970 et le cinéma à l’École supérieure des arts décoratifs d'Helsinki en 1973. En outre, Riitta Nelimarkka a étudié le piano et la théorie de la musique au département jeunesse de l'Académie Sibelius de 1958 à 1967. Elle est devenue docteur ès arts en 2001.

### Thèse de doctorat
La thèse de doctorat de Riitta Nelimarkka, Self portrait, Elisen väitöskirja, Variaation variaatio (2000) traitait de la problématique de la créativité à travers certains philosophes du XIXe siècle comme Arthur Schopenhauer et Søren Kierkegaard ainsi qu’à travers son propre travail artistique. La thèse a été validée par le jury de soutenance et a obtenu un permis d’imprimer. Pourtant, en novembre 2000, le Conseil des examens de l’École supérieure des arts décoratifs a décidé de ne pas accepter le travail de Riitta Nelimarkka. Celle-ci, forte du soutien d’éminents professeurs, a alors exigé une rectification et la Commission des examens a annulé la décision du Conseil. Ainsi, la thèse a finalement été acceptée en février 2001.
Riitta Nelimarkka a écrit sur cette affaire un pamphlet humoristique, Väitösfarssi (2005).

## Expositions

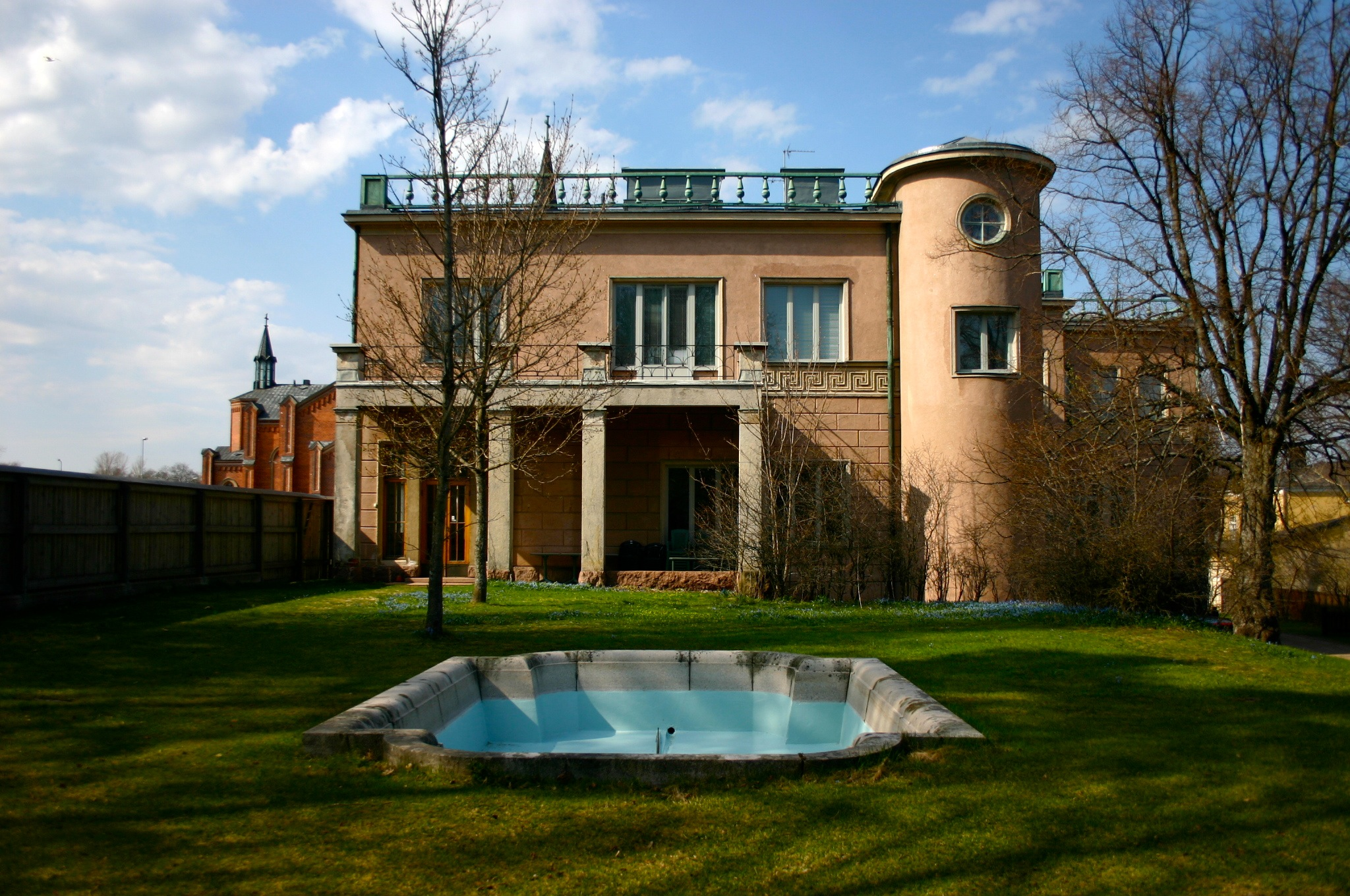
Bonga château.

Riitta Nelimarkka expose de manière continue à Loviisa, au château Bonga, propriété de la famille Nelimarkka et Seeck depuis 1998. Depuis 1973, en plus de nombreuses expositions individuelles, elle a participé à des expositions collectives aussi bien en Finlande qu’à l’étranger. Son travail a fait l’objet de vastes expositions entre autres au musée Amos Anderson d'Helsinki, à la Galerie d'art d'Helsinki, au Fashion Institute of Design & Merchandising (FIDM) de Los Angeles, à l’exposition universelle de Hanovre en 2000, à la galerie Tsereteli à Moscou en 2005, au musée national de Lima en 2006, au Parlement européen à Bruxelles en 2006, au musée Hallwylska à Stockholm en 2007, à la Maison de l’Amérique latine à Monaco en 2008, à Zurich de 2009 à 2011, à la Maison de l'Europe de Paris en 2011, à Musiikitalo à Helsinki en 2013, au musée Nelimarkka en 2014, au musée d’art Onni à Joensuu en 2015, à la galerie Aura à Turku en 2017. On trouve des œuvres de Riitta Nelimarkka dans des collections privées et publiques, dans des entreprises internationales, dans plusieurs ambassades finlandaises ainsi qu’à la résidence officielle du Président de la république finlandaise à Mäntyniemi.

## Distinctions
En 2016, Riitta Nelimarkka a été promue au rang d’officier de l’ordre des Arts et des Lettres de la République française. La société Aleksis Kivi lui a décerné, à l’été 2016, le titre de membre d’honneur. En 2014, elle a été invitée à devenir membre de l’European Museum Academy. L’association Suomen Animaatioklinikka lui a accordé en 2014 le titre d'« héroïne d’animation » pour ses activités dans le domaine du film d’animation. En 2008, le titre universitaire de « professori » a été décerné à Riitta Nelimarkka. En 2003, elle a été choisie comme « munkkalainen de l’année ». Elle a reçu de nombreuses récompenses lors de festivals internationaux, entre autres à Bologne en Italie en 1990 et 1992 et à Brno en République tchèque en 1992. Elle a aussi reçu de 1992 à 2008 la Hyvän Tiedon Omena, récompense remise par une association de journalistes de santé. En 2011, elle a reçu le Grand Prix au festival international du film d’Erevan. En 1980, le Prix Spécial du jury au festival du film pour enfants de Giffoni en Italie lui a été attribué et en 1985, le prix Risto Jarva. Riitta Nelimarkka a également reçu une récompense pour le plus beau livre de l’année en 1983, un prix d’honneur lors de la cérémonie de récompenses du cinéma finlandais, les Jussis, en 1979, le prix jeunesse de la Société Kalevala en 1975, le prix de l’association des critiques d’art, Kritiikin Kannukset, en 1974, le prix national du cinéma, Valtionpalkinto, en 1972, le prix de la qualité cinématographique, Elokuvan laatupalkinto, en 1972, 1973 et 1979. Elle a également bénéficié de plusieurs subventions pour son travail, entre autres de la part de la prestigieuse fondation culturelle de Finlande, Kulttuurirahasto.

## Production artistique

### Séries d’œuvres (à partir de 2005)
- Série de photomontages Les Faunes – Faunit, 2017
- Se villan parturit, figurines en laine & bois, 2017
- Pastiches d’Hugo Simberg, sérigraphies et reliefs en laine ainsi que des photomontages et des verreries, 2017
- Petits Preludes, petites verreries uniques, 2016
- Preludes, visualisation 30 min. des Préludes de Debussy, concert de RSO (orchestre symphonique de la radio finlandaise) sous la direction de Hannu Lintu, 6 avril 2016
- Without thinking too much, verrerie de 13 m. de long, façade du pavillon de Hietaniemi, 2016
- Omnipotentia, triptyque gigantesque, Aalto EE, 2015
- Préludes 2014–2015, photomontages
- First Class Passengers, reliefs en laine, 2014
- La Valse, photomontages, 2013 –2014
- Easy Living, reliefs en laine et sérigraphies, 2010-2014
- Alchemy Girls, peintures en noir et blanc, acrylique et huile sur toile, 2010-2014
- Magic Girls, dessins au fusain 2011
- Librix, petites sculptures sur tremble ; Elise flyygeli jänis, 2011
- Donna est Mobile, mobiles en acier et plexiglas, 2010–2011
- Löytölapsia puusta, sculptures sur tremble hautes en couleur, 2010
- Flyygelipäät II, collages, 2008
- Salainen planeetta, photographies, 2008
- Unique Kiss, œuvres en laine, dessins et peintures, 2007–2008
- Secret Colours, mélange de techniques 2007
- Golf is Cool!, dessins au fusain et à la craie et œuvres en laine, 2007
- Elise Loves Life, reliefs en laine, 2007
- Angels and Lemons, reliefs en laine 2007
- Dangels and Evils, reliefs en laine et dessins 2006
- Dogs and Foxes, sérigraphies 2005
- Flyygelipäät II, sérigraphies et dessins 2005
- 102, Soul Crape, aquarelles 2005
- Creatures and Things, reliefs en laine 2005–2006.

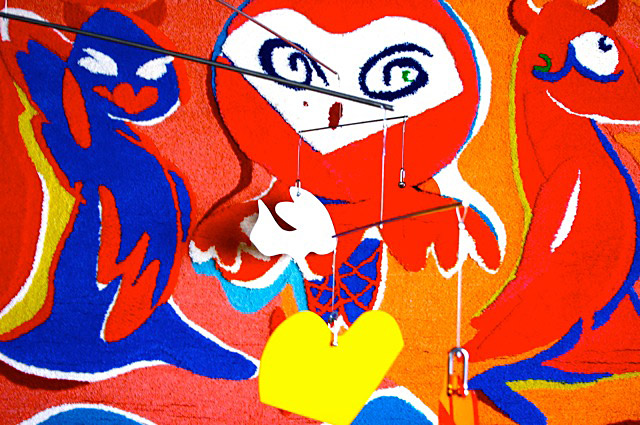
Donna est Fragile, 2009.

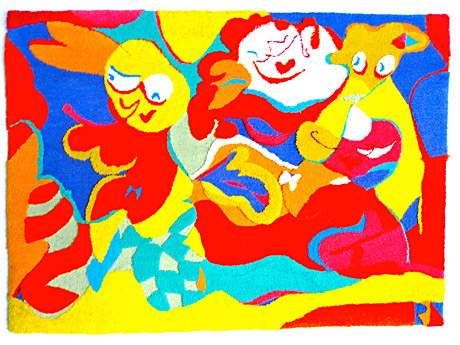
Play begins! Curtain Down!, 2009.

### Livres
- Elise's World, livre d’art anachronique, Tammi, 2014.
- Eero Nelimarkka, Tammi, réimpression, 2013.
- Iso ja Pieni Universumissa, Tammi, 2010.
- Seitsemän Veljestä, 2009.
- Elisen epämuistelmat, Tammi, 2008.
- The Marginal – Värityskirja, ei heikkohermoisille, Art Print & Seneca, 2005.
- Väitösfarssi, Seneca 2003
- Self portrait Elisen väitöskirja, Variaation variaatio, Seneca, 2000.
- Giovanna, Seneca & Tammi, 1996.
- Apollon, Seneca & Tammi, 1996.
- Oceania, Seneca & WSOY, 1993.
- Babylonia, Seneca & Tammi, 1991.
- Karmelian ABC, Seneca & Tammi, 1990.
- Tabula Rasa, WSOY, 1987.
- Eero Nelimarkka (avec Jaakko Seeck et Pekka Suhonen), Weilin & Göös, 1984.
- Galleria (avec Leena Krohn), WSOY, 1983.
- Iso ja Pieni universumissa, Weilin & Göös, 1983.
- Seitsemän veljestä, Weilin & Göös, 1980 (5. p. 1999 Tammi).
- Piispa Henrik ja Lalli, Gummerus, 1975.
- Sammon ryöstö, Gummerus, 1974.
- Avaruus (Appelqvist-Jännes-Nelimarkka), Gummerus, 1972.

### CD
- Self portrait Elise´s dissertation: A Variation of a variation. CD-ROM, Seneca, 2001.

### Films et séries

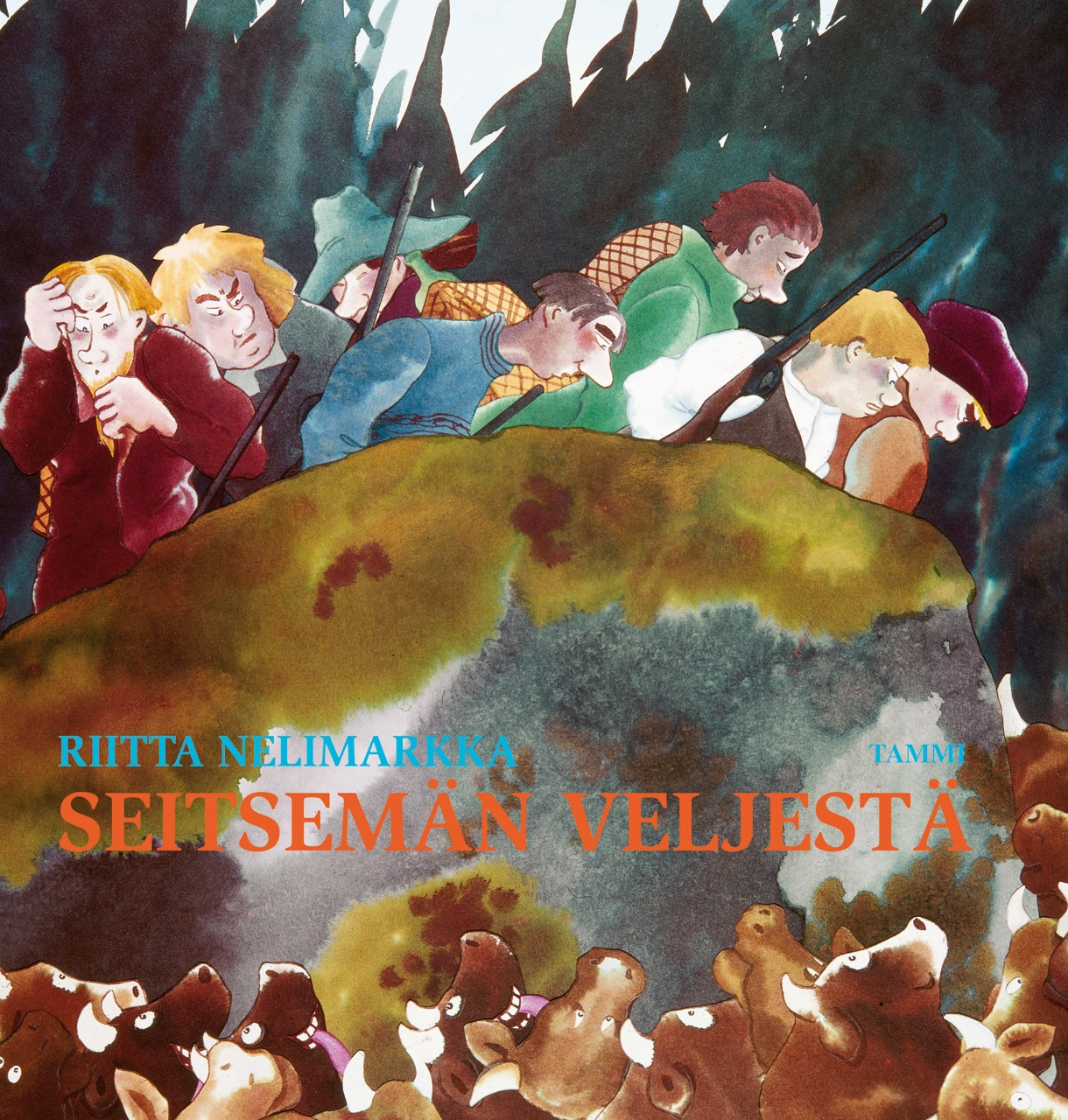
Capture d’écran du film d’animation Seitsemän Veljestä, 1980–2011.

Entre 1971 et 1973, Riitta Nelimarkka a réalisé avec Jaakko Seeckin un film d’animation en six parties inspiré par le Kalevala, Sammon tarina ; en 1974, un court-métrage d’animation Piispa Henrik ja Lalli ; en 1975, un film d’animation abordant le thème de l’ouverture aux autres cultures, Kirjava maa ; en 1979, un travail de pionnière d’une heure et demie basée sur l’œuvre d’Aleksis Kivi, le film de collage et d’animation Seitsemän veljestä, qui a été le premier long-métrage d’animation finlandais. Riitta Nelimarkka en a assuré l’écriture, la mise en scène ainsi que le dessin et la peinture des personnages et des décors, Jaakko Seeck s’est chargé de l’animation. Le film a reçu plusieurs prix, et a donné lieu à une collaboration franco-finlandaise en 2011 pour en produire une version révisée et restaurée.
- Eero Nelimarkka – per aspera ad astra, documentaire d’art, 18 min, 201
- 7 Frères / 7 Brothers / 7 Bröder, long-métrage d’animation, nouvelle version, 2011–2013 (ranska/englanti/ruotsi). (co-production Les Films du Paradoxe & Seneca).
- Bonga Castle, documentaire, 2011.
- Rabula new version, animation, 2011.
- Seitsemän veljestä, DVD, 2008.
- Birth of Rabula, 1995.
- Bagatelles, épisodes 1–13, 1985–1986.
- Seitsemän veljestä, 1979.
- Kirjava maa, 1975.
- Piispa Henrik ja Lalli, 1974.
- Sammon tarina 1–3, 1972–1974.